# Irish Examiner
L’Irish Examiner, anciennement Cork Examiner, The Examiner, est un journal quotidien irlandais distribué sur l’ensemble du territoire national. À son lancement en 1841 il était distribué uniquement à Cork et dans sa région. Ses principaux concurrents au XXIe siècle sont l’Irish Times et l’Irish Independent.
L’Irish Examiner a été fondé en 1841 par John Francis Maguire sous le titre Cork Examiner en support de l’émancipation des catholiques et en se plaçant dans la droite ligne des idées politiques de Daniel O'Connell . Il a récemment changé de nom en The Examiner pour ensuite adopter sa dénomination actuelle Irish Examiner.
Le titre appartient au groupe Landmark Media Holdings. Il défend aujourd’hui des idées centristes et se place proche du Fine Gael.